# Нисикори, Кэй
Кэй Нисикори (яп. 錦織 圭 Нисикори Кэй, ромадзи: Kei Nishikori; род. 29 декабря 1989, Мацуэ) — японский теннисист; финалист одного турнира Большого шлема в одиночном разряде (Открытый чемпионат США-2014); победитель 12 турниров ATP в одиночном разряде; бывшая четвёртая ракетка мира в одиночном разряде; бронзовый призёр Олимпийских игр 2016 года в одиночном разряде. Первый в истории японец, попавший в топ-5 мирового рейтинга, а также первый в истории представитель Азии, дошедший до финала турнира Большого шлема в мужском одиночном разряде.

## Общая информация
Семья: мать Эри — учительница музыки, отец Киёси — инженер, старшая сестра Рэйна.
Начал играть в теннис в возрасте пяти лет. В 14 лет переехал из Японии в США, не зная ни слова по-английски, чтобы тренироваться в академии Ника Боллетьери во Флориде.
Любимые поверхности — хард и грунт, любимый удар — форхенд. С 2014 года в тренерский штаб Кэя входит известный американский бывший теннисист азиатского происхождения — Майкл Чанг.
В декабре 2020 года женился на бывшей модели Маи Ямаути. В декабре 2021 года у пары родился ребёнок.

## Спортивная карьера

### Начало карьеры

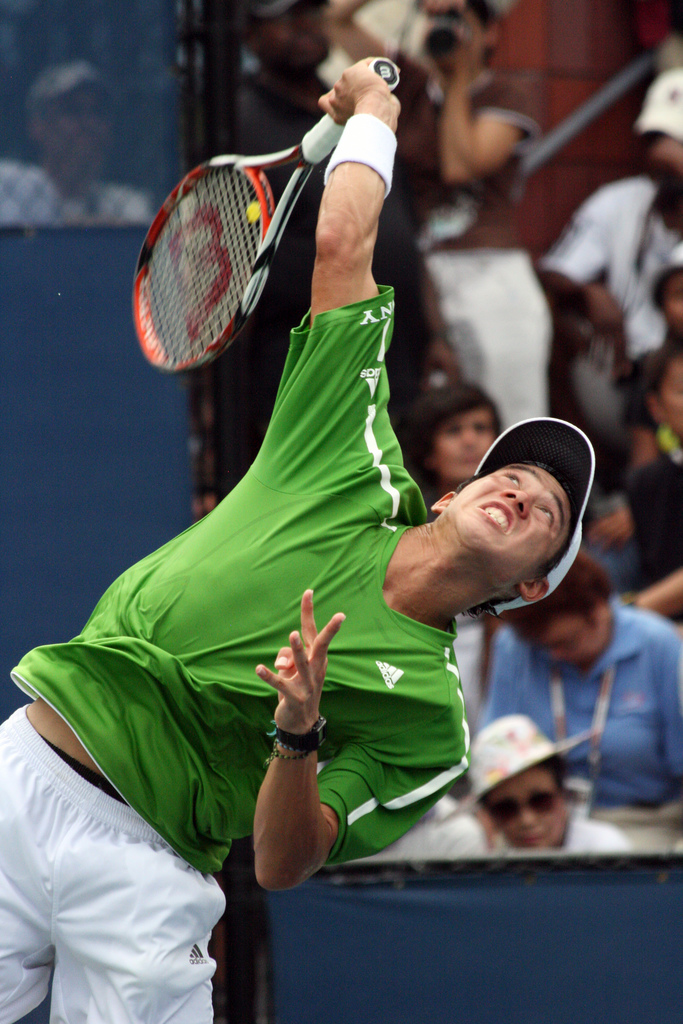
Нисикори на Открытом чемпионате США-2008.

Кэй Нисикори начал заниматься теннисом в возрасте пяти лет. В 2006 году победил в парном разряде (вместе с аргентинцем Эмилиано Массой) на юниорском Открытом чемпионате Франции. В том же году выигрывает первый в карьере турнир из серии «фьючерс».
В профессиональном теннисном туре с 2007 года. Первый раз на туре сыграл в парных соревнованиях на турнире серии Мастерс в Майами в паре со знаменитым бразильцем Густаво Куэртеном. Первый одиночный турнир ATP в основную сетку которого он пробился, стал турнир в Лос-Анджелесе. В первом круге проиграл южноафриканцу Уэсли Муди 3-6, 2-6. Через неделю после этого смог дойти до 1/4 финала на турнире в Индианаполисе, по пути выиграв у Алехандро Фалья (6-4, 6-3) и Михаэля Беррера (6-3, 3-6, 6-1). В 1/4 проиграл будущему победителю турнира россиянину Дмитрию Турсунову 1-6, 4-6. Сезон Кэй завершает на 287-м месте в рейтинге ATP.
Настоящий сюрприз для всех теннисных специалистов Нисикори (244-й в мире на тот момент) преподносит в феврале 2008 года на турнире в Делрей-Бич. Пробившись в основную сетку через три квалификационных раунда, он выиграл турнир, по пути обыграв Флориан Майера (6-0, 4-3, отказ), Амера Делича (6-7(7), 6-4, 6-2), Бобби Рейнолдса (6-2, 6-4), Сэма Куэрри (4-6, 6-2, 7-6(7)) и в финале Джеймса Блейка (3-6, 6-1, 6-4). Победив в возрасте 18 лет, Нисикори стал самым молодым победителем турнира ATP с 1998 года. Благодаря этой победе по итогам года Нисикори был присуждена награда «Лучший новичок года». Он стал первым азиатским игроком, удостоенным этого титула. В апреле выигрывает турнир серии «челленджер» XL Bermuda Open. Эта победа позволяет ему впервые пробиться в первую сотню в мировом рейтинге. В мае в Измире выиграл первый турнир челленджер в парах.
В основных соревнованиях турнира серии Большого шлема дебютирует летом 2008 года на Уимблдонском турнире, где в первом раунде уступил Марку Жикелю, отказавшись от борьбы во втором сете. В августе 2008 года участвует на летних Олимпийских играх в Пекине, где выбывает уже в первом раунде, проиграв немцу Райнеру Шуттлеру. Успешно Нисикори выступает в 2008 году на Открытом чемпионате США, где он сумел дойти до четвёртого раунда, переиграв таких теннисистов как Хуан Монако, Роко Каранушич и № 4 в мировом рейтинге Давида Феррера со счётом 6-4, 6-4, 3-6, 2-6, 7-5. Проиграл на этом турнире он только Хуану Мартину дель Потро 3-6, 4-6, 3-6. В октябре Нисикори сумел выйти в полуфинал на турнире в Стокгольме.

### 2009—2011

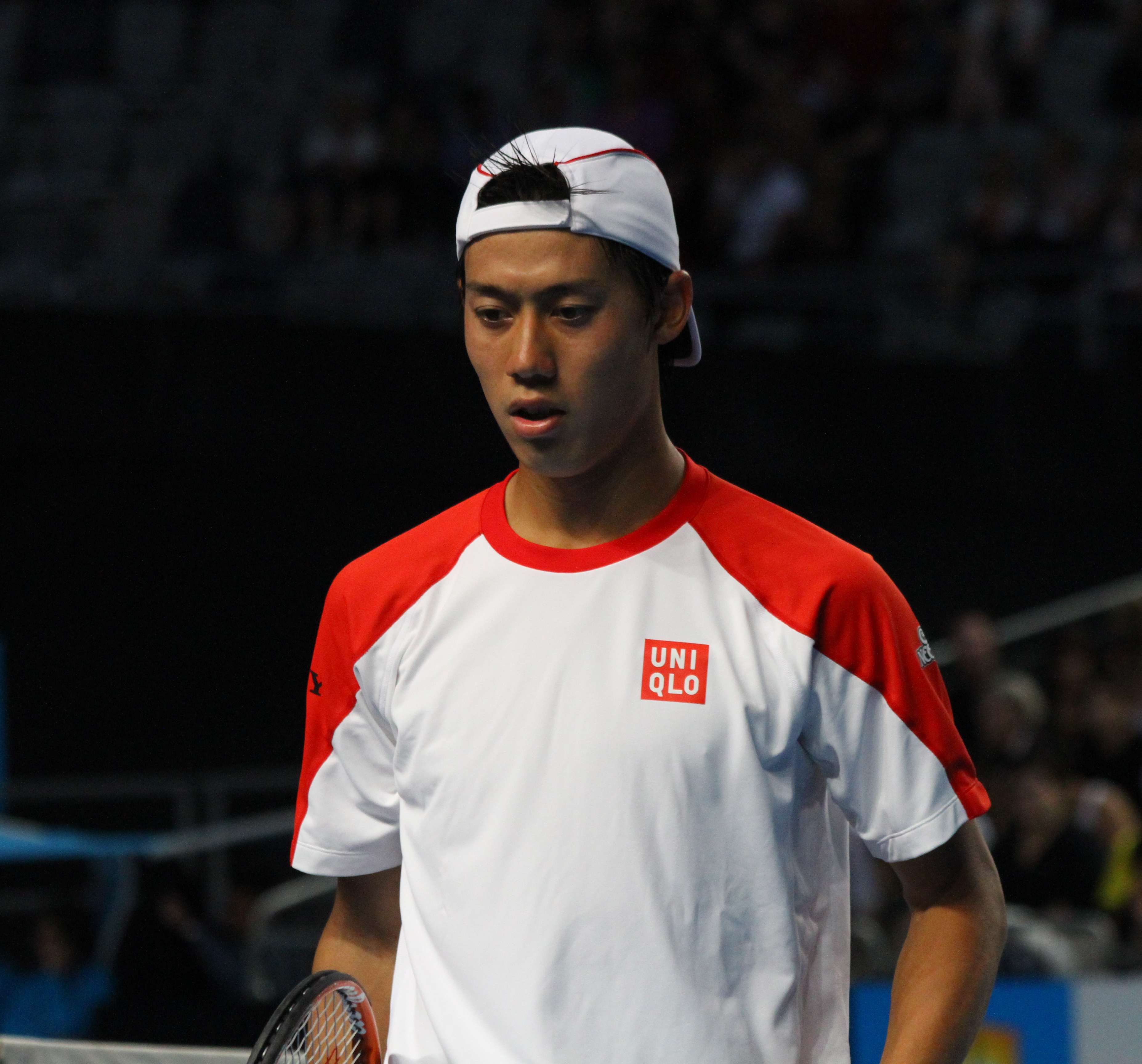
Нисикори на Открытом чемпионате Австралии-2011.

2009 год сложился для Нисикори не лучшим образом, так как из-за травмы локтя он смог сыграть только 10 матчей с января по март. В начале января он вышел в четвертьфинал на турнире в Брисбене. Этот результат так и остался лучшим по итогам 2009 года.
Возвращение Кея состоялось в конце феврале 2010 года на турнире в Делрей-Бич. В мае выиграл два турнира серии ATP Challenger в Саванне и Сарасоте. Участвует в трех турнирах большого шлема. На Открытом чемпионате Франции доходит до второго круга, выиграв у Сантьяго Жиральдо 2-6, 4-6, 7-6(3), 6-2, 6-4 и проиграв Новаку Джоковичу 1-6, 4-6, 4-6. На Уимблдонском турнире потерпел поражение в первом круге от Рафаэля Надаля 2-6, 4-6, 4-6. Более успешное выступление было на Открытом чемпионате США, где он, отобравшись на турнир через квалификацию, смог дойти до третьего круга. По пути в основной сетке были обыграны Евгений Королёв (7-6, 5-2, отказ) и Марин Чилич (5-7, 7-6(6), 3-6, 7-6(3), 6-1). В матче третьего круга Нисикори при счете 2-6, 1-2 из-за травмы отказывается от продолжения поединка с испанцем Альбертом Монтаньесом. Незадолго до Открытого чемпионат США выиграл третий в сезоне челленджер в Бингемтоне, а в конце сезона в ноябре и четвёртый в Ноксвилле.
Сезон 2011 года Нисикори открывает выступлением на турнире в Ченнае, где он в первом раунде выиграл у № 14 в мире Марина Чилича и дошёл до четвертьфинала. До третьего раунда он дошёл на Открытом чемпионате Австралии. На турнире в Делрей-Бич, где три года назад он праздновал победу, на этот раз выходит в полуфинал. В апреле на турнире в Хьюстоне Нисикори удаётся выйти во второй свой финал на турнирах ATP. В решающем матче он проигрывает Райану Свитингу 4-6, 6-7(3). На Открытом чемпионате Франции во втором раунде проиграл Сергею Стаховскому 1-6, 6-3, 3-6, 6-7(3).
До полуфинала Нисикори удалось добраться на травяном турнире в Истборне. На Уимблдонском турнире и Открытом чемпионате США 2011 года выбывает уже на стадии первого раунда. Хороших результатов он добивается в концовке сезона. В конце сентября он вышел в полуфинал турнира Куала-Лумпуре, где по пути к нему обыграл № 11 в мире Николаса Альмагро. Также в полуфинал он вышел в октябре на Мастерсе в Шанхае, обыграв в том числе № 8 в мире Жо-Вильфрида Тсонга и № 18 Александра Долгополова. Отличных результатов Нисикори добивается на турнире в Базеле. В матче первого раунда он обыграл № 7 в мире Томаша Бердыха 3-6, 6-3, 6-2. Дойдя до полуфинала, Нисикори смог сразиться первым в мире теннисистом Новаком Джоковичем. Японцу удалось его обыграть впервые в карьере. Примечательно, что в решающем сете он выиграл у Джоковича в сухую. Общий счёт встречи 2-6, 7-6(4), 6-0. В финале, куда благодаря этой победе он вышел, ему противостоял Роджер Федерер, которому Нисикори уступил 1-6, 3-6. По итогам сезона финиширует на 25-м месте в рейтинге.

### 2012—2014: финал Открытого чемпионата США

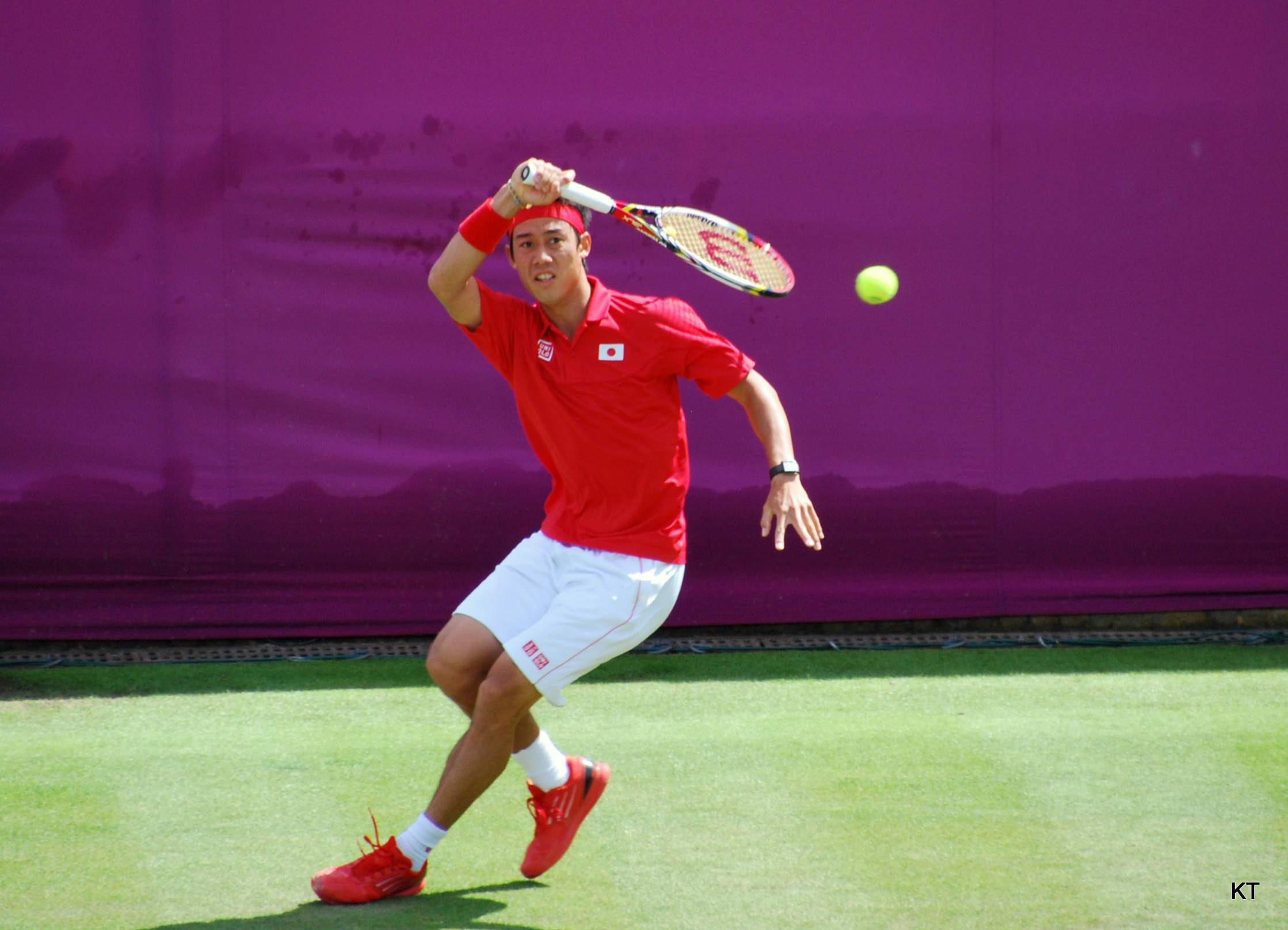
На Олимпийских играх 2012 года в Лондоне

Сезон 2012 года начинает со второго раунда турнира в Брисбене. На Открытом чемпионате Австралии Нискирои впервые в карьере сумел достичь четвертьфинала турнира серии Большого шлема. В четвёртом раунде он обыграл № 6 в рейтинге Жо-Вильфрида Тсонга 2-6, 6-2, 6-1, 3-6, 6-3, а уступил в итоге № 4 Энди Маррею 3-6, 3-6, 1-6. В феврале выходит в четвертьфинал турнира в Буэнос-Айресе, а в апреле на турнире в Барселоне. Пропустив Открытый чемпионат Франции, принял участие в Уимблдонском турнире, где дошёл до третьего раунда. В июле выходит в четвертьфинал на турнирах в Ньюпорте и Атланте. На летних Олимпийских играх 2012 года в Лондоне в одиночном турнире обыграл Бернарда Томича, Николая Давыденко и Давида Феррера. Выйдя в четвертьфинал он уступил Хуану Мартину дель Потро 4-6, 6-7(4) и выбыл из борьбы за медали. В парном же разряде вместе с Го Соэда выбывает уже в первом раунде.
На Открытом чемпионате США его результат третий раунд. На турнире в Куала-Лумпуре дошёл до полуфинала. Успешно Нисикори выступил на домашнем для себя турнире в Токио. Ему удается выиграть титул победителя турнира, который стал для него вторым в карьере титулом на турнирах ATP. В финале Нисикори обыграл Милоша Раонича 7-6(5), 3-6, 6-0. По итогам сезона он впервые финишировал в Топ-20, заняв 19-ю строчку.
2013 год начинает с выхода в полуфинал на турнире в Брисбене, где он не смог закончить встречу против Энди Маррея при счёте 4-6, 0-2. На Открытом чемпионате Австралии Нисикори дошёл до четвёртого раунда. В феврале на зальном турнире в Мемфисе он смог выиграть третий для себя титул АТП. В решающем матче японский теннисист обыграл Фелисиано Лопеса со счётом 6-2, 6-3. В мае в третьем раунде мастерса в Мадриде Нисикори выбил из борьбы Роджера Федерера (6-4, 1-6, 6-2) и прошёл в четвертьфинал. Для него эта победа стала первой над знаменитым швейцарцем. На Открытом чемпионате Франции Кэй впервые вышел в четвёртый раунд, а на Уимблдоне прошёл второй сезон подряд в третий. По итогам 2013 года он поднялся на две строчки в рейтинге, заняв 17-е место.
Прорыва в своих результатах Нисикори добился в 2014 году. Начал его он с полуфинала в Брисбене. На Австралийском чемпионате Кэй вышел в четвёртый раунд, где проиграл Рафаэлю Надалю. В феврале он сумел защитить прошлогодний титул на турнире в Мемфисе, переиграв в финале хорвата Иво Карловича — 6-4, 7-6(0). В марте Нисикори отлично сыграл на мастерсе в Майами. Пройдя в четвёртый раунд, он смог выиграть на этой стадии № 4 в мире на тот момент Давида Феррера (7-6(7), 2-6, 7-6(9)). В четвертьфинале он во второй раз в карьере оказался сильнее Роджера Федерера, который тогда был пятой ракеткой мира (3-6, 7-5, 6-4). Но на свой полуфинальный поединок против Новака Джоковича он не вышел из-за травмы паха. В апреле на первом для себя в сезоне грунтовом турнире Нисикори смог одержать победу. Произошло это в Барселоне, где в финале он победил колумбийца Сантьяго Хиральдо (6-2, 6-2) и взял свой пятый титул АТП. Затем Японец вышел в свой первый финал серии мастерс на турнире в Мадриде. В решающем матче он проиграл именитому грунтовому специалисту Рафаэлю Надалю, отказавшись от продолжения матча в третьем сете. Этот результат позволил Нисикори впервые подняться в мировом рейтинге в первую десятку.
В июне 2014 года, перейдя на траву, Нисикори вышел в полуфинал турнира Халле, а на Уимблдоне он обновил лучшее достижение для себя, пройдя в четвёртый раунд. Главного достижения в сезоне он добился на Открытом чемпионате США. На последнем в сезоне Большом Шлеме Нисикори смог выйти в финал, обыграв в решающих раундах трёх теннисистов из первой десятки, одним из которых был лидер рейтинга Новак Джокович. Он стал первым теннисистом, выступающим за страну с Азиатского континента, дошедшим до финала Большого шлема в мужском одиночном разряде. Взять престижный трофей Кэй в итоге не смог, проиграв ещё одному неожиданному участнику решающего матча Марину Чиличу.
| Стадия  | Соперник (посев)    | Рейтинг | Счёт                      | Время матча |
| 1 раунд | Уэйн Одесник (WC)   | 176     | 6-2 6-4 6-2               | 2 ч 5 мин   |
| 2 раунд | Пабло Андухар       | 48      | 6-4 6-1 — отказ           | 1 ч 3 мин   |
| 3 раунд | Леонардо Майер (23) | 26      | 6-4 6-2 6-3               | 1 ч 52 мин  |
| 4 раунд | Милош Раонич (5)    | 6       | 4-6 7-6(4) 6-7(6) 7-5 6-4 | 4 ч 19 мин  |
| 1/4     | Стэн Вавринка (3)   | 4       | 3-6 7-5 7-6(7) 6-7(5) 6-4 | 4 ч 15 мин  |
| 1/2     | Новак Джокович (1)  | 1       | 6-4 1-6 7-6(4) 6-3        | 2 ч 52 мин  |
| Финал   | Марин Чилич (14)    | 16      | 3-6 3-6 3-6               | 1 ч 54 мин  |

После удачной игры в США, Нисикори на своём следующем турнире в Куала-Лумпуре, который состоялся в конце сентября 2014 года, смог выиграть титул, одержав победу в финале над Жюльеном Беннето — 7-6(4), 6-4. Победное шествие он продолжил у себя на родине, выиграв турнир в Токио. Здесь для завоевания трофея в финале ему потребовалось обыграть № 8 в мире Милоша Раонича, что Кэй и сделал со счётом 7-6(5) 4-6 6-4. На последнем в сезоне мастерсе в Париже Нисикори смог выйти в полуфинал, где у него взял реванш за поражение в США Новак Джокович. В рейтинге японец смог подняться на пятое место. По результатам сезона-2014 Нисикори впервые отобрался на Финал Мирового Тура ATP. В своей подгруппе он обыграл Давида Феррера и Энди Маррея, а проиграл Роджеру Федереру. Таким образом, японец вышел в полуфинал со второго места в группе, но проиграл на этой стадии Новаку Джоковичу.

### 2015—2016: бронза на Олимпиаде в Рио

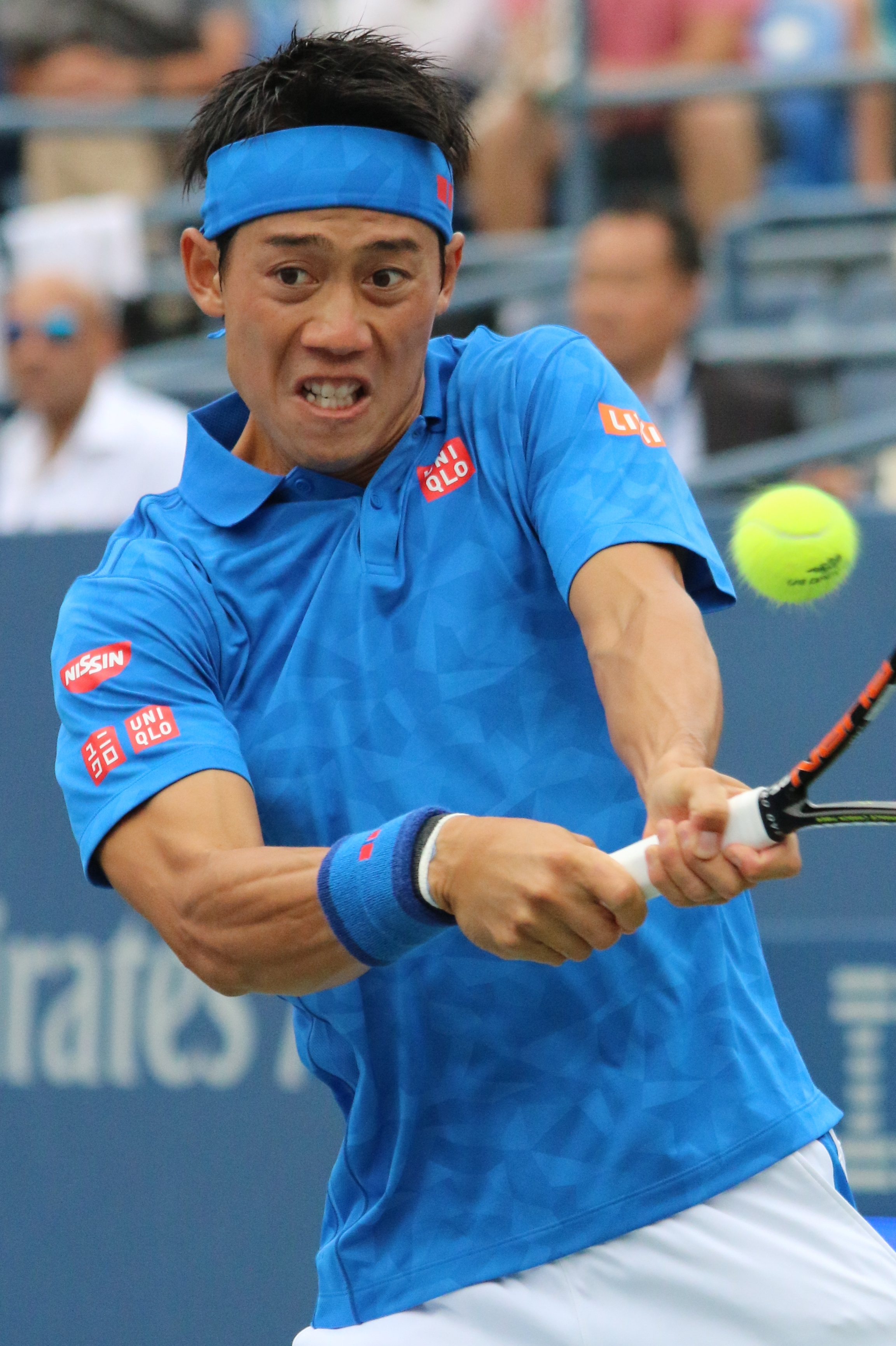
Нисикори на Открытом чемпионате США 2016 года

В январе 2015 года Нисикори вышел в полуфинал турнира в Брисбене. На Открытом чемпионате Австралии он вышел в четвертьфинал, обыграв в четвёртом раунде № 10 в мире Давида Феррера. В феврале 26-летней японец в третий раз подряд смог выиграть зальный турнир в Мемфисе. На этот раз он выиграл в финале Кевина Андерсона — 6-4, 6-4. Через две недели Кэй сыграл в финале турнира в Акапулько, но проиграл в борьбе за чемпионство. Реванш у Нисикори за поражение в Австралии взял испанец Феррер (3-6, 5-7). В начале марта японский теннисист смог подняться в одиночном рейтинге на лучшую в карьере — 4-ю строчку. На мастерсе в Майами он вышел в четвертьфинал. Грунтовую часть сезона Нисикори начал с защиты титула в Барселоне, где он в финальном матче переиграл Пабло Андухара — 6-4, 6-4. На мастерсе в Мадриде в четвертьфинале продолжилось соперничество Кэя с Давидом Феррером и на этот раз Нисикори оказался сильнее тогдашнего № 8 в мире. В полуфинале он проиграл уже сам британцу Энди Маррею. На следующем мастерсе в Риме он дошёл до четвертьфинала. Также в 1/4 Нисикори вышел впервые в карьере на Ролан Гаррос. В борьбе за полуфинал он проиграл Жо-Вильфриду Тсонга в пяти сетах.
В июне 2015 года ему удалось сыграть в полуфинале турнира на траве в Халле. В начале августа Нисикори выиграл свой уже десятый титул АТП на турнире в Вашингтоне. В полуфинале он обыграл своего обидчика по прошлогоднему финалу Открытого чемпионата США — Марина Чилича (3-6, 6-1, 6-4), а в финале оказался сильнее американца Джона Изнера (4-6, 6-4, 6-4). На мастерсе в Монреале Нисикори удалось обыграть в 1/4 финала Рафаэля Надаля, но в полуфинале он проиграл Энди Маррею. Лучшим результатом осенней части для Нисикори стал выход в полуфинал в Токио. На Финале Мирового тура он в своей группе выиграл Бердыха, но проиграл Джоковичу и Федереру, и не вышел из группы. Завершил сезон 2015 года Нисикори восьмой ракеткой мира.
На Открытом чемпионате Австралии 2016 года Нисикори вышел в четвертьфинал после победы в четвёртом раунде над № 10 в мире Жо-Вильфридом Тсонга. Путь в полуфинал для него закрыл Новак Джокович. В феврале он в четвёртый раз подряд стал чемпионом турнира в Мемфисе, переиграв в финале Тейлора Фрица — 6-4, 6-4. В марте на мастерсе в Индиан-Уэлсе он смог добраться до четвертьфинала, а на следующем мастерсе в Майами выступил ещё лучше, дойдя до финала. В решающем матче японский теннисист проиграл Новаку Джоковичу со счётом 3-6, 3-6. В апреле на турнире в Барселоне он не смог выиграть третий раз подряд. Дойдя до финала, Нисикори проиграл Рафаэлю Надалю (3-6, 6-7(4)), ставшему девятикратным чемпионом турнира. На мастерсах в Мадриде и Риме Нисикори проходил до полуфинала. На Открытом чемпионате Франции и Уимблдоне он выбыл на стадии четвёртого раунда.
В августе 2016 года на мастерсе в Торонто в полуфинальном матче Кэй одолел № 5 в мире Стэна Вавринку. В финале он проиграл Новаку Джоковичу со счётом 3-6, 5-7. Третья в карьере японца Олимпиада в Рио-де-Жанейро сложилась удачно. Нисикори добрался до полуфинала, где не смог одолеть Энди Маррея — 1-6, 4-6. Однако в матче за бронзовую медаль он обыграла знаменитого Рафаэля Надаля — 6-2, 6-7(1), 6-3, став первым Олимпийском медалистом для Японии с 1920 года. На Открытом чемпионате США Нисикори в четвертьфинале смог выиграть у № 2 в мире Энди Маррея (1-6, 6-4, 4-6, 6-1, 7-5). Второй раз сыграть в финале Большого шлема ему не позволил Стэн Вавринка (6-4, 5-7, 4-6, 2-6). В октябре Нисикори вышел в финал в Базеле, где проиграл в борьбе за титул Марину Чиличу (1-6, 6-7(5)). В третий раз подряд он сыграл в Финале Мирового тура. В своей группе Кэй проиграл Маррею и Чиличу и смог выиграть лишь один матч у Вавринки. Несмотря на отрицательный баланс победи и поражений, он смог по очкам выйти в полуфинал. где проиграл Новаку Джоковичу. По итогу сезона Нисикори повторил достижение 2014 года, заняв пятое место в мировом рейтинге.

### 2017—2018: травма запястья и возвращение на корт

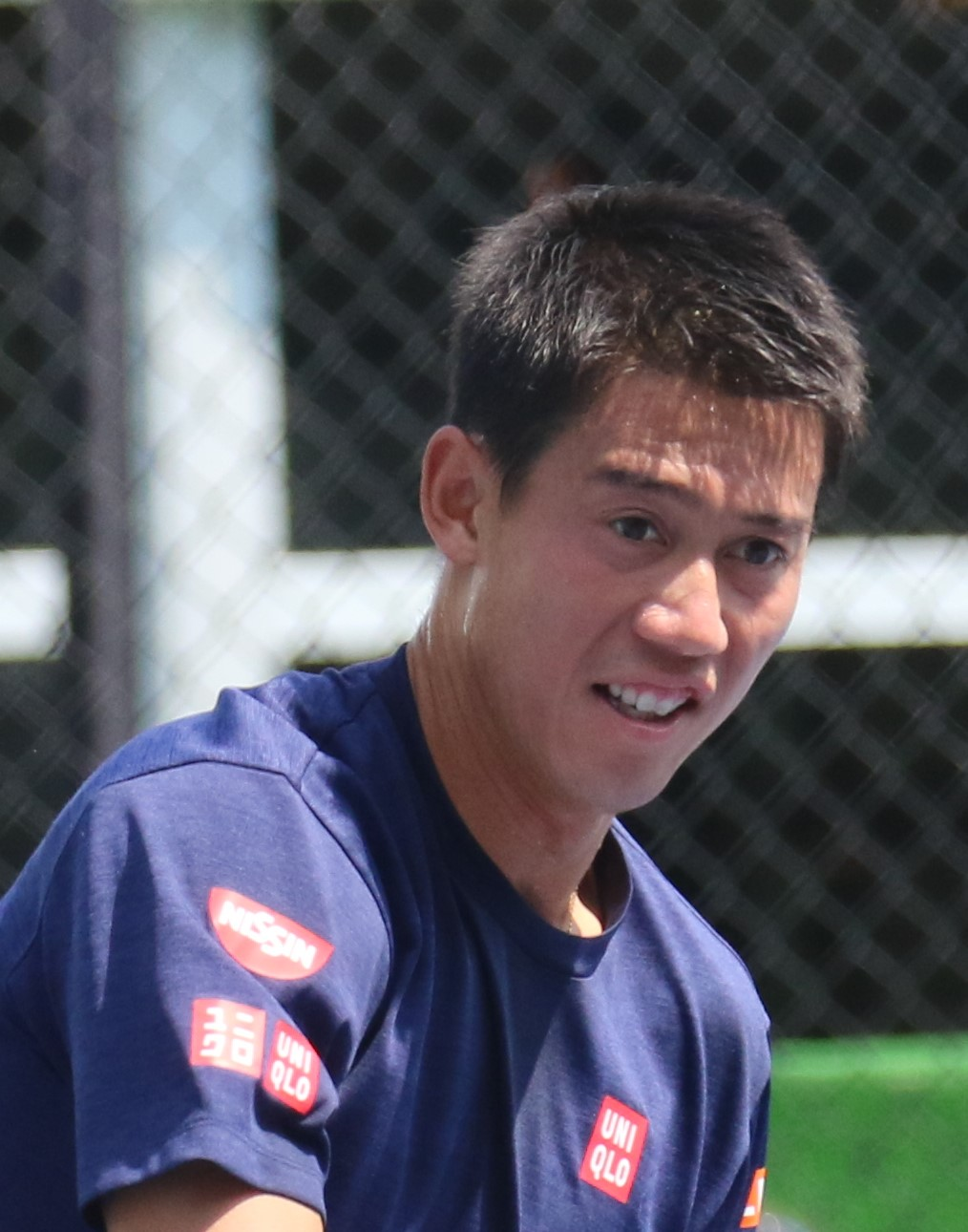
2018 год

На старте сезона 2017 года Нисикори вышел в финал турнира в Брисбене, обыграв № 4 в мире Стэна Вавринку в полуфинале. В титульном матче он проиграл болгарину Григору Димитрову — 2-6, 6-2, 3-6. На Открытом чемпионате Австралии Кэй в четвёртом раунде проиграл Роджеру Федереру в пятисетовом поединке. В феврале он достиг финала турнира в Буэнос-Айресе и вновь не смог выиграть трофей, уступив Александру Долгополову — 6-7(4), 4-6. На мартовских мастерсах в Индиан-Уэлсе и Майами японский теннисист добрался до четвертьфинала. В мае на мастерсе в Мадриде он не вышел на четвертьфинальный матч против Джоковича из-за болей в правом запястье. Перед Ролан Гаррос он смог выйти в полуфинал турнира в Женеве. На Открытом чемпионате Франции Нисикори прошёл во вторую неделю, дойдя до четвертьфинала. Продвинуться далее ему не позволил Энди Маррей. В августе он вышел в полуфинал в Вашингтоне. Последним в сезоне турниром для японца стал мастерс в Монреале. В середине августа он объявил о досрочном завершении сезона из-за травмы запястья.
К соревновательной практике Нисикори вернулся в конце января 2018 года в туре «челленджер». Во время подготовки к полному возвращению он выиграл «челленджер» в Далласе. Первым выступлением после травмы в Мировом туре стал новый турнир в Нью-Йорке, где Кэй смог выйти в полуфинал. В апреле на мастерсе в Монте-Карло Нисикори смог обыграть двух представителей из топ-10: в 1/4 финала № 3 Марина Чилича (6-4, 6-7(1), 6-3), а в полуфинале № 4 Александра Зверева (3-6, 6-3, 6-4). В финале он проиграл рекордсмену по титулам в Монте-Карло Рафаэлю Надалю (3-6, 2-6). На мастерсе в Риме он добрался до четвертьфинала, а на Открытом чемпионате Франции вышел в четвёртый раунд. На Уимблдонском турнире Нисикори впервые в карьере вышел в четвертьфинал, таким образом, собрав достижение — выход в 1/4 финала на всех Больших шлемах за карьеру. Путь дальше на турнире для него закрыл Новак Джокович.
Перед Большим шлемом в США 2018 года лучшим результатом стал четвертьфинал в Вашингтоне. На самом же Открытом чемпионате США Нисикори смог выйти в полуфинал, одолев в 1/4 финала в пяти сетах своего обидчика финала 2014 года — Марина Чилича. В борьбе за выход в финал он вновь уступил Новаку Джоковичу. Осенний отрезок он сыграл достаточно успешно. В сентябре вышел в полуфинал в Меце. В октябре отметился двумя финалами турниров ATP 500: в Токио и Вене, а между ними доиграл до 1/4 финала Мастерса в Шанхае. Также он смог выйти в четвертьфинал Мастерса в Париже. Эти результаты позволили вернуться в топ-10 и выступить на Итоговом турнире, где он один матч на групповом этапе у Роджера Федерера (7-6, 6-3). Два других матча против Кевина Андерсона и Доминика Тима он проиграл и не вышел в плей-офф, закончив сезон на 9-м месте рейтинга.

### 2019—2021

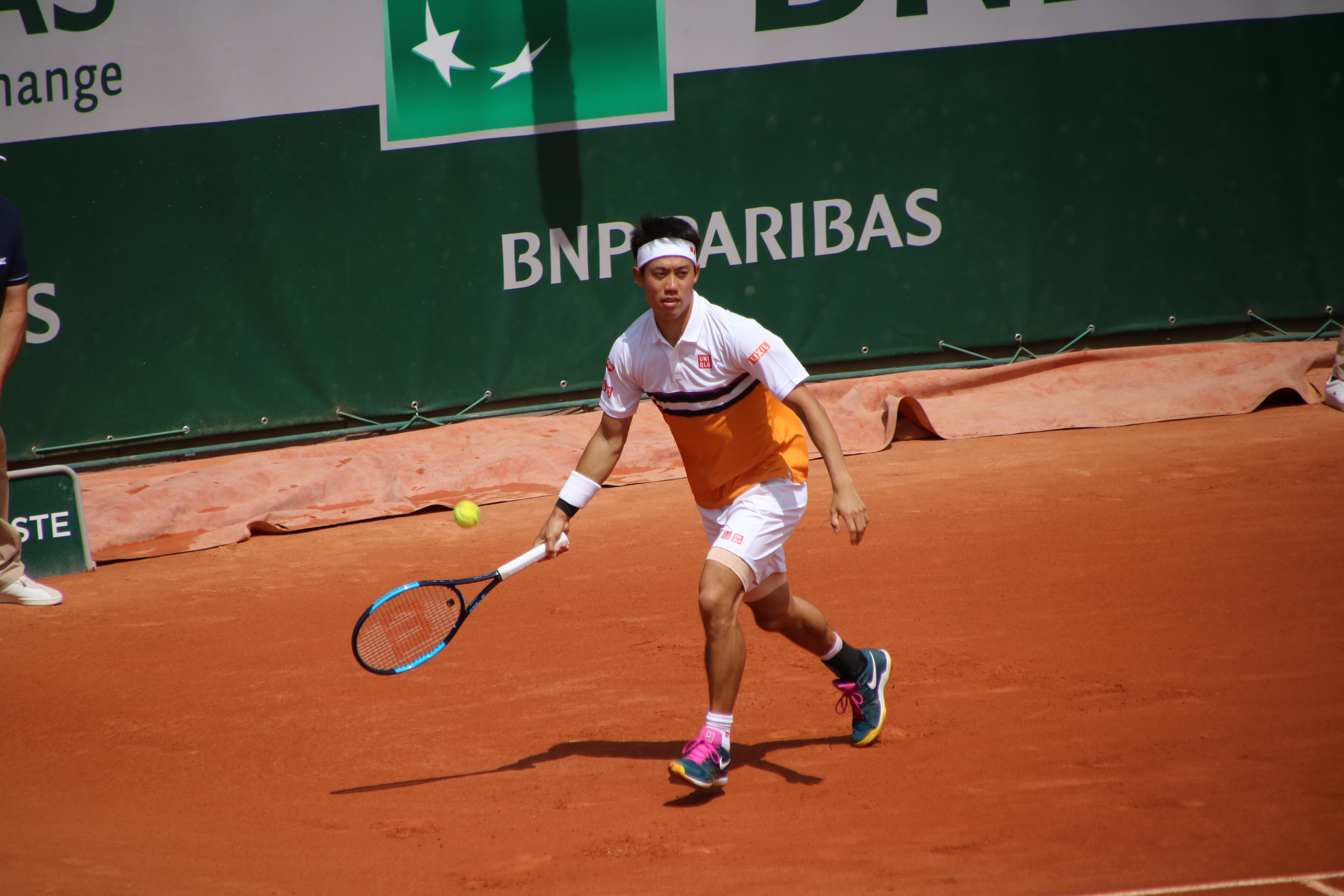
Ролан Гаррос 2019 года

На первой неделе января японский теннисист сумел одержать 12-ю победу на турнирах ATP. Он выиграл трофей на турнире в Брисбене, где в решающем матче переиграл в трёх сетах россиянина Даниила Медведева. На Открытом чемпионате Австралии японец дошёл до четвертьфинала, где во втором сете против Новака Джоковича отказался от продолжения борьбы. По ходу турнира Кэй переиграл Камиля Майхшака, Иво Карловича, Жуана Соузу и Пабло Карреньо Бусту. В феврале на турнире в Роттердаме (Нидерланды) дошёл до полуфинала, где уступил швейцарцу Стэну Вавринке в трёх сетах. Следующий раз до полуфинала он добрался в апреле на грунте в Барселоне. В мае Нисикори вышел в четвертьфинал Мастерса в Риме, где проиграл аргентинцу Диего Шварцману в двух сетах. На Открытом чемпионате Франции он также доиграл до четвертьфинала, уступив на этой стадии рекордсмену турнира Рафаэлю Надалю.
На травяном покрытии в 2019 году Нисикори выступил только на Уимблдоне, но также смог отметиться проходом в четвертьфинал, проиграв в четырёх сетах Роджеру Федереру. В августе на неделю смог подняться в топ-5 мирового рейтинга. На Открытом чемпионате США 2019 года дошёл до третьего раунда, где проиграл Алексу Де Минору в четырёх сетах. После этого Нисикори вынужденно прервал карьеру на год. Это произошло по причине травмы локтя. В октябре стало известно, что ему предстоит операция.
Восстановление после травмы затянулось. В августе 2020 года он ещё отложил возвращение из-за заражения коронавирусом.
Вернулся на корт только в сентябре 2020 года. На Открытом чемпионате Франции, который проходил осенью, в первом круге в пяти сетах обыграл Дэниела Эванса. Во втором круге проиграл итальянцу Стефано Травалье в пяти сетах.
На Открытом чемпионате Австралии 2021 года проиграл в первом круге в трёх сетах 16-й ракетке мира Пабло Карреньо Бусте. В марте дошёл до 1/4 финала турниров ATP 500 в Роттердаме и Дубае. На Открытом чемпионате Франции дошёл до четвёртого раунда, где уступил почти без борьбы 6-й ракетке мира Александру Звереву — 4-6, 1-6, 1-6. На Уимблдоне во втором раунде проиграл 78-й ракетке мира Джордану Томпсону в четырёх партиях.
На домашних Олимпийских играх в Токио дошёл до 1/4 финала в одиночном разряде, где был разгромлен первой ракеткой мира Новаком Джоковичем (2-6, 0-6). В первом раунде он смог впервые за три года переиграть теннисиста из топ-10 — Андрея Рублёва. В парном разряде на Олимпийских играх выступал вместе Беном Маклакленом и также выбыл на стадии 1/4 финала, уступив лидирующей в рейтинге паре Никола Мектич и Мате Павич из Хорватии.
В августе 2021 года Нисикори дошёл до полуфинала турнира ATP 500 в Вашингтоне, где неожиданно проиграл 107-й ракетке мира Маккензи Макдональду (4-6, 6-3, 5-7). На Открытом чемпионате США взял реванш у Макдональда, обыграв его во втором круге в пяти партиях. В третьем круге в четырёх сетах проиграл Джоковичу. Последним турниром года для Нисикори стал Мастерс в Индиан-Уэлсе в октябре, где он проиграл во втором круге Дэниелу Эвансу в трёх сетах (6-4, 3-6, 4-6).

### 2023—2025
В 2022 году Нисикори не выступал из-за травмы бедра. Вернулся на корты в июне 2023 года, пропустив более 1,5 лет. Первым турниром после возвращения стал «челленджер» в Пуэрто-Рико на харде, который Нисикори выиграл, отдав в пяти матчах только один сет. Это был первый за 5,5 лет выигранный «челленджер» для Нисикори. В июле сыграл ещё на двух «челленджерах» в США. На турнире ATP 250 в Атланте в конце июля обыграл Джордана Томпсона и Шан Цзюньчэна, но в 1/4 финала уступил 9-й ракетке мира Тейлору Фрицу (4-6, 2-6). После этого в 2023 году не выступал из-за травмы колена.
Первый раз в сезоне 2024 года сыграл в марте на Мастерсе в Майами, где уступил в двух сетах Себастьяну Офнеру. Затем он пропустил еще пару месяцев выступлений и в конце мая на Открытом чемпионате Франции впервые с 2021 года сыграл на турнире Большого шлема, использовав защищённый рейтинг. В первом круге Нисикори победил в пяти сетах канадца Габриэля Диалло. Во втором круге проиграл 15-й ракетке мира Бену Шелтону, отказавшись от продолжения борьбы после поражения в первых двух сетах. На Уимблдоне в первом круге уступил в пяти партиях 76-й ракетке мира Артюру Риндеркнешу.
На Олимпийских играх 2024 года в Париже в одиночном разряде в первом круге проиграл британцу Джеку Дрейперу (1-6, 4-6). В парном разряде с Таро Даниэлем в первом круге проиграл британской паре Энди Маррей и Дэниел Эванс со счётом 6-2, 6-7(5), [9-11], не реализовав пять матчболов. На Мастерсе в Монреале выиграл три матча, обыграв, в том числе, 11-ю ракетку мира Стефаноса Циципаса со счётом 6-4, 6-4. В четвёртом раунде проиграл 46-й ракетке мира Маттео Арнальди со счётом 4-6, 5-7. Нисикори впервые с августа 2021 года выиграл более двух матчей на турнире ATP, а на турнирах серии Мастерс это удавалось ему последний раз в мае 2018 года. В конце сентября дошёл до 1/4 финала турнира ATP 500 в Токио, где проиграл 14-й ракетке мира Хольгеру Руне (6-3, 2-6, 5-7). В ноябре выиграл «челленджер» на харде в Хельсинки, победив в финале Луку Нарди.
В начале сезона 2025 года Нисикори дошёл до финала турнира ATP 250 в Гонконге. В финале Нисикори уступил 67-й ракетке мира Александру Мюллеру. Нисикори дошёл до финала турнира ATP впервые с 2019 года. Благодаря успешному выступления в Гонконге поднялся на 74-е место в рейтинге, вернувшись в топ-100 впервые с лета 2022 года. На Открытом чемпионате Австралии в первом круге победил бразильца Тьягу Монтейру со счётом 4-6, 6-7(4), 7-5, 6-2, 6-3, отыграв два матчбола в третьем сете. Нисикори выиграл 29-й в карьере пятисетовый матч, при этом потерпел всего 8 поражений. Нисикори выиграл матч на Открытом чемпионате Австралии впервые с 2019 года. Во втором круге он уступил 11-й ракетке мира Томми Полу со счётом 7-6(3), 0-6, 1-6, 3-6.

## Рейтинг на конец года
| Год  | Одиночный рейтинг | Парный рейтинг |
| ---- | ----------------- | -------------- |
| 2024 | 106               | —              |
| 2023 | 352               | —              |
| 2021 | 47                | 794            |
| 2020 | 41                | 498            |
| 2019 | 13                | 449            |
| 2018 | 9                 |                |
| 2017 | 22                | 814            |
| 2016 | 5                 | 849            |
| 2015 | 8                 | 420            |
| 2014 | 5                 | 553            |
| 2013 | 17                | 281            |
| 2012 | 19                | 292            |
| 2011 | 25                | 183            |
| 2010 | 98                | 510            |
| 2009 | 418               |                |
| 2008 | 63                | 592            |
| 2007 | 286               | 993            |
| 2006 | 603               |                |

## Выступления на турнирах

### Финалы турниров Большого шлема в одиночном разряде (1)

#### Поражение (1)
| №  | Год  | Турнир                 | Покрытие | Соперник в финале | Счёт        |
| 1. | 2014 | Открытый чемпионат США | Хард     | Марин Чилич       | 3-6 3-6 3-6 |

### Финалы турнировATPв одиночном разряде (27)

#### Победы (12)
| Легенда                              |
| ------------------------------------ |
| Турниры Большого шлема (0)*          |
| Итоговый турнир ATP (0)              |
| Мастерс (0)                          |
| АТР International Gold / АТР 500 (6) |
| АТР International / АТР 250 (6)      |

| Титулы по покрытиям | Титулы по месту проведения матчей турнира |
| ------------------- | ----------------------------------------- |
| Хард (10)*          | Зал (5)                                   |
| Грунт (2)           | Зал (5)                                   |
| Трава (0)           | Открытый воздух (7)                       |
| Ковёр (0)           | Открытый воздух (7)                       |

* количество побед в одиночном разряде.
| №   | Дата             | Турнир                 | Покрытие   | Соперник в финале | Счёт           |
| 1.  | 17 февраля 2008  | Делрей-Бич, США        | Хард       | Джеймс Блейк      | 3-6 6-1 6-4    |
| 2.  | 7 октября 2012   | Токио, Япония          | Хард       | Милош Раонич      | 7-6(5) 3-6 6-0 |
| 3.  | 24 февраля 2013  | Мемфис, США            | Хард (зал) | Фелисиано Лопес   | 6-2 6-3        |
| 4.  | 16 февраля 2014  | Мемфис, США (2)        | Хард (зал) | Иво Карлович      | 6-4 7-6(0)     |
| 5.  | 27 апреля 2014   | Барселона, Испания     | Грунт      | Сантьяго Хиральдо | 6-2 6-2        |
| 6.  | 28 сентября 2014 | Куала-Лумпур, Малайзия | Хард (зал) | Жюльен Беннето    | 7-6(4) 6-4     |
| 7.  | 5 октября 2014   | Токио, Япония (2)      | Хард       | Милош Раонич      | 7-6(5) 4-6 6-4 |
| 8.  | 15 февраля 2015  | Мемфис, США (3)        | Хард (зал) | Кевин Андерсон    | 6-4 6-4        |
| 9.  | 26 апреля 2015   | Барселона, Испания (2) | Грунт      | Пабло Андухар     | 6-4 6-4        |
| 10. | 9 августа 2015   | Вашингтон, США         | Хард       | Джон Изнер        | 4-6 6-4 6-4    |
| 11. | 14 февраля 2016  | Мемфис, США (4)        | Хард (зал) | Тейлор Фриц       | 6-4 6-4        |
| 12. | 6 января 2019    | Брисбен, Австралия     | Хард       | Даниил Медведев   | 6-4 3-6 6-2    |

#### Поражения (15)
| №   | Дата            | Турнир                   | Покрытие   | Соперник в финале    | Счёт                |
| 1.  | 10 апреля 2011  | Хьюстон, США             | Грунт      | Райан Свитинг        | 4-6 6-7(3)          |
| 2.  | 6 ноября 2011   | Базель, Швейцария        | Хард (зал) | Роджер Федерер       | 1-6 3-6             |
| 3.  | 11 мая 2014     | Мадрид, Испания          | Грунт      | Рафаэль Надаль       | 6-2 4-6 0-3 — отказ |
| 4.  | 8 сентября 2014 | Открытый чемпионат США   | Хард       | Марин Чилич          | 3-6 3-6 3-6         |
| 5.  | 28 февраля 2015 | Акапулько, Мексика       | Хард       | Давид Феррер         | 3-6 5-7             |
| 6.  | 3 апреля 2016   | Майами, США              | Хард       | Новак Джокович       | 3-6 3-6             |
| 7.  | 24 апреля 2016  | Барселона, Испания       | Грунт      | Рафаэль Надаль       | 4-6 5-7             |
| 8.  | 31 июля 2016    | Торонто, Канада          | Хард       | Новак Джокович       | 3-6 5-7             |
| 9.  | 30 октября 2016 | Базель, Швейцария (2)    | Хард (зал) | Марин Чилич          | 1-6 6-7(5)          |
| 10. | 8 января 2017   | Брисбен, Австралия       | Хард       | Григор Димитров      | 2-6 6-2 3-6         |
| 11. | 19 февраля 2017 | Буэнос- Айрес, Аргентина | Грунт      | Александр Долгополов | 6-7(4) 4-6          |
| 12. | 22 апреля 2018  | Монте-Карло, Монако      | Грунт      | Рафаэль Надаль       | 3-6 2-6             |
| 13. | 7 октября 2018  | Токио, Япония            | Хард (зал) | Даниил Медведев      | 2-6 4-6             |
| 14. | 28 октября 2018 | Вена, Австрия            | Хард (зал) | Кевин Андерсон       | 3-6 6-7(3)          |
| 15. | 5 января 2025   | Гонконг                  | Хард       | Александр Мюллер     | 6-2 1-6 3-6         |

### Финалычелленджерови фьючерсов в одиночном разряде (11)

#### Победы (9)
| Титулы             |
| Челленджеры (8+1)* |
| Фьючерсы (1+1)     |

| Титулы по покрытиям | Титулы по месту проведения матчей турнира |
| ------------------- | ----------------------------------------- |
| Хард (6+2)*         | Зал (3)                                   |
| Грунт (3)           | Зал (3)                                   |
| Трава (0)           | Открытый воздух (6+2)                     |
| Ковёр (0)           | Открытый воздух (6+2)                     |

* количество побед в одиночном разряде + количество побед в парном разряде.
| №  | Дата            | Турнир                      | Покрытие   | Соперник в финале      | Счёт           |
| 1. | 22 октября 2006 | Масатлан, Мексика           | Хард       | Мигель Гальярдо Вальес | 6-2 6-1        |
| 2. | 27 апреля 2008  | Пейджет, Бермудские острова | Грунт      | Виктор Троицки         | 2-6 7-5 7-6(5) |
| 3. | 9 мая 2010      | Саванна, США                | Грунт      | Райан Свитинг          | 6-4 6-0        |
| 4. | 15 мая 2010     | Сарасота, США               | Грунт      | Бриан Дабул            | 2-6 6-3 6-4    |
| 5. | 15 августа 2010 | Бингемтон, США              | Хард       | Роберт Кендрик         | 6-3 7-6(4)     |
| 6. | 14 ноября 2010  | Ноксвилл, США               | Хард (зал) | Роберт Кендрик         | 6-1 6-4        |
| 7. | 3 февраля 2018  | Даллас, США                 | Хард (зал) | Маккензи Макдональд    | 6-1 6-4        |
| 8. | 18 июня 2023    | Умакао, Пуэрто-Рико         | Хард       | Майкл Чжэн             | 6-2 7-5        |
| 9. | 10 ноября 2024  | Хельсинки, Финляндия        | Хард (зал) | Лука Нарди             | 3-6 6-4 6-1    |

#### Поражения (2)
| №  | Дата           | Турнир        | Покрытие | Соперник в финале | Счёт    |
| 1. | 22 апреля 2007 | Литл-Рок, США | Хард     | Дональд Янг       | 2-6 2-6 |
| 2. | 3 июня 2007    | Карсон, США   | Хард     | Алекс Богомолов   | 4-6 3-6 |

### Финалы турнировATPв парном разряде (1)

#### Поражения (1)
| №  | Дата           | Турнир             | Покрытие | Партнёр              | Соперники в финале      | Счёт       |
| 1. | 11 января 2015 | Брисбен, Австралия | Хард     | Александр Долгополов | Джейми Маррей Джон Пирс | 3-6 6-7(4) |

### Финалычелленджерови фьючерсов в парном разряде (2)

#### Победы (2)
| №  | Дата           | Турнир        | Покрытие | Партнёр       | Соперники в финале           | Счёт       |
| 1. | 22 апреля 2007 | Литл-Рок, США | Хард     | Дональд Янг   | Брайан Уилсон Брэндан Эванс  | 7-6(5) 6-4 |
| 2. | 1 июня 2008    | Измир, Турция | Хард     | Джесси Левайн | Натан Томпсон Данай Удомчоке | 6-1 7-5    |

## История выступлений на турнирах
По состоянию на 18 февраля 2025 года
Для того, чтобы предотвратить неразбериху и удваивание счета, информация в этой таблице корректируется только по окончании турнира или по окончании участия там данного игрока.
| Турнир                       | 2007          | 2008          | 2009          | 2010          | 2011          | 2012  | 2013          | 2014          | 2015          | 2016  | 2017          | 2018          | 2019          | 2020          | 2021          | 2022          | 2023          | 2024  | 2025  | Итог   | В/П за карьеру |
| ---------------------------- | ------------- | ------------- | ------------- | ------------- | ------------- | ----- | ------------- | ------------- | ------------- | ----- | ------------- | ------------- | ------------- | ------------- | ------------- | ------------- | ------------- | ----- | ----- | ------ | -------------- |
| Турниры Большого шлема       |               |               |               |               |               |       |               |               |               |       |               |               |               |               |               |               |               |       |       |        |                |
| Открытый чемпионат Австралии | -             | -             | 1Р            | -             | 3Р            | 1/4   | 4Р            | 4Р            | 1/4           | 1/4   | 4Р            | -             | 1/4           | -             | 1Р            | -             | -             | -     | 2Р    | 0 / 11 | 28-11          |
| Открытый чемпионат Франции   | -             | К2            | -             | 2Р            | 2Р            | -     | 4Р            | 1Р            | 1/4           | 4Р    | 1/4           | 4Р            | 1/4           | 2Р            | 4Р            | -             | -             | 2Р    |       | 0 / 12 | 27-12          |
| Уимблдонский турнир          | -             | 1Р            | -             | 1Р            | 1Р            | 3Р    | 3Р            | 4Р            | 2Р            | 4Р    | 3Р            | 1/4           | 1/4           | НП            | 2Р            | -             | -             | 1Р    |       | 0 / 13 | 22-12          |
| Открытый чемпионат США       | К2            | 4Р            | -             | 3Р            | 1Р            | 3Р    | 1Р            | Ф             | 1Р            | 1/2   | -             | 1/2           | 3Р            | -             | 3Р            | -             | -             | -     |       | 0 / 11 | 27-11          |
| Итог                         | 0 / 0         | 0 / 2         | 0 / 1         | 0 / 3         | 0 / 4         | 0 / 3 | 0 / 4         | 0 / 4         | 0 / 4         | 0 / 4 | 0 / 3         | 0 / 3         | 0 / 4         | 0 / 1         | 0 / 4         | 0 / 0         | 0 / 0         | 0 / 2 | 0 / 1 | 0 / 47 |                |
| В/П в сезоне                 | 0-0           | 3-2           | 0-1           | 3-3           | 3-4           | 8-3   | 8-4           | 12-4          | 8-3           | 15-4  | 9-3           | 12-3          | 14-4          | 1-1           | 6-4           | 0-0           | 0-0           | 1-2   | 1-1   |        | 104-46         |
| Итоговые турниры             |               |               |               |               |               |       |               |               |               |       |               |               |               |               |               |               |               |       |       |        |                |
| Итоговый турнир ATP          | -             | -             | -             | -             | -             | -     | -             | 1/2           | Группа        | 1/2   | -             | Группа        | -             | -             | -             | -             | -             | -     |       | 0 / 4  | 5-9            |
| Олимпийские игры             |               |               |               |               |               |       |               |               |               |       |               |               |               |               |               |               |               |       |       |        |                |
| Летняя Олимпиада             | НП            | 1Р            | Не проводился | Не проводился | Не проводился | 1/4   | Не проводился | Не проводился | Не проводился | III   | Не проводился | Не проводился | Не проводился | Не проводился | 1/4           | Не проводился | Не проводился | 1Р    | НП    | 0 / 5  | 11-5           |
| Турниры Мастерс              |               |               |               |               |               |       |               |               |               |       |               |               |               |               |               |               |               |       |       |        |                |
| Индиан-Уэлс                  | -             | 1Р            | 1Р            | -             | 1Р            | 2Р    | 3Р            | 3Р            | 4Р            | 1/4   | 1/4           | -             | 3Р            | НП            | 2Р            | -             | -             | -     |       | 0 / 11 | 12-11          |
| Майами                       | -             | 1Р            | -             | -             | 2Р            | 4Р    | 4Р            | 1/2           | 1/4           | Ф     | 1/4           | 3Р            | 2Р            | НП            | 3Р            | -             | -             | 1Р    |       | 0 / 12 | 22-11          |
| Монте-Карло                  | -             | -             | -             | -             | -             | 3Р    | -             | -             | -             | -     | -             | Ф             | 2Р            | НП            | -             | -             | -             | -     |       | 0 / 3  | 7-3            |
| Мадрид                       | -             | -             | -             | -             | 1Р            | -     | 1/4           | Ф             | 1/2           | 1/2   | 1/4           | 1Р            | 3Р            | НП            | 2Р            | -             | -             | -     |       | 0 / 9  | 18-8           |
| Рим                          | -             | -             | -             | -             | К2            | -     | 2Р            | -             | 1/4           | 1/2   | 3Р            | 1/4           | 1/4           | 2Р            | 3Р            | -             | -             | -     |       | 0 / 8  | 14-8           |
| Монреаль/Торонто             | К1            | -             | -             | -             | -             | 2Р    | 3Р            | -             | 1/2           | Ф     | 2Р            | 1Р            | 2Р            | НП            | 2Р            | -             | -             | 1/4   |       | 0 / 9  | 13-8           |
| Цинциннати                   | -             | -             | -             | -             | 1Р            | 3Р    | 1Р            | -             | -             | 3Р    | -             | 2Р            | 2Р            | -             | -             | -             | -             | -     |       | 0 / 6  | 4-6            |
| Шанхай                       | Не проводился | Не проводился | -             | К1            | 1/2           | 2Р    | 3Р            | 2Р            | 3Р            | -     | -             | 1/4           | -             | Не проводился | Не проводился | Не проводился | -             | 2Р    |       | 0 / 7  | 11-7           |
| Париж                        | -             | -             | -             | -             | 1Р            | 3Р    | 3Р            | 1/2           | 3Р            | 3Р    | -             | 1/4           | -             | -             | -             | -             | -             | -     |       | 0 / 7  | 10-6           |
| Статистика за карьеру        |               |               |               |               |               |       |               |               |               |       |               |               |               |               |               |               |               |       |       |        |                |
| Проведено финалов            | 0             | 1             | 0             | 0             | 2             | 1     | 1             | 6             | 4             | 5     | 2             | 3             | 1             | 0             | 0             | 0             | 0             | 0     | 1     |        | 27             |
| Выиграно турниров АТП        | 0             | 1             | 0             | 0             | 0             | 1     | 1             | 4             | 3             | 1     | 0             | 0             | 1             | 0             | 0             | 0             | 0             | 0     | 0     |        | 12             |
| В/П: всего                   | 3-5           | 16-12         | 4-6           | 3-9           | 36-22         | 37-18 | 36-19         | 54-14         | 54-16         | 58-21 | 30-13         | 43-21         | 29-14         | 2-4           | 26-17         | 0-0           | 2-1           | 8-9   | 6-5   |        | 447-226        |
| Σ % побед                    | 38 %          | 57 %          | 40 %          | 25 %          | 62 %          | 67 %  | 65 %          | 79 %          | 77 %          | 73 %  | 70 %          | 67 %          | 67 %          | 33 %          | 60 %          | -             | 67 %          | 47 %  | 55 %  |        | 66,4 %         |

К — проигрыш в квалификационном турнире.